# Cacia kaszabi
Cacia kaszabi är en skalbaggsart som beskrevs av Stefan von Breuning 1954. Cacia kaszabi ingår i släktet Cacia och familjen långhorningar.
Artens utbredningsområde är Sulawesi. Inga underarter finns listade.